# Ньошател (кантон)
Вижте пояснителната страница за други значения на Ньошател.
Ньошател е един от кантоните на Швейцария. Населението му е 172 021 жители (октомври 2010 г.), а има площ от 802,93 кв. км. Административен център е град Ньошател. Официален език е френският. По данни от 2007 г. около 23,40% от жителите на кантона са хора с чуждо гражданство (39 654 жители). От жителите в кантона към 2000 г. около 38% са протестантите, а 31% са католиците.